# Кокурхой
Кокурхой, Коккурхой (ингуш. Кокурхой) — ингушский тайп, ведёт своё происхождение из средневекового селения Коки в горной Ингушетии.

## История
Согласно генеалогическому древу рода Кокурхой среди горных ингушей они также были известны как сыновья Ферта Шоули, которые издревле были в числе защитников «Галгаевских застав», исторически также известных как «Ворота Дзурдзуков» в Ассинском ущелье горной Ингушетии. Считаются основателями Средних Ачалуков. В 1886 году в Насыр-Корте проживало 16 семей. 
В начале XX века представители тайпа оказывали помощь абрекам (народным мстителям), укрывая их от властей и также присоединяясь к абреческим отрядам. В 1910 году царским властям стало известно, что отряд чеченских и ингушских абреков во главе с Зелимханом укрываются в высокогорных селениях Коки и Нилхе. Царские войска, насчитывавшие две тысячи солдат, под предводительством князя Андроникова (начальникa Назрановского округа) окружили селение Коки. Андроников предложил Кокурхоевым сдать Зелимхана и его семью, а взамен всех представителей рода освобождали от налогов на 50 лет. Однако ингуши отказались выполнить условие Андроникова; начался штурм селения, в результате которого Кокурхоевы смогли прорваться через окружение и спасти Зелимхана от плена. Однако были задержаны члены семьи Зелимхана, и когда Андроников с пленниками шли обратно в Эгикал, царские войска попали в засаду, наспех организованную самим Зелимханом, абреками и местными жителями. В результате данной засады царские войска понесли серьёзные потери, был убит князь Андроников. После этих событий Кокурхоевы понесли серьёзные потери, были разорены и сожжены целые селения Коки и Нилхе, взорваны жилые и боевые башни, а представителей тейпа в количестве 320 человек в 1911 году были высланы в Сибирь.
Активное участие представители тейпа приняли и в войне с армией генерала Деникина. Вооруженные силы Ингушетии во время Деникинского вторжения в Ингушетию возглавил представитель тейпа Хизир Орцханов. Брат Хизира Орцханова Игло Орцханов погиб вместе с отцом и братом абрека Зелимхана, спасая Зелимхана от плена. Похоронены в братской могиле в Чечне.
В 2018 году вышла 400-страничную книгу А. Килиматова «Кокурхой. История. Факты. Документы», изданную в 2018 г, в которой представлены документы и факты о роде.
В 2019 году прошла выставка «Летопись рода Кокурхоевых», на которой были выставлены экспонаты, рассказывающие об истории рода Кокурхой: фотоснимки представителей рода, сканы документов из царских архивов, схемы, карты, портреты.

## Фамилии
Представители данного рода носят следующие фамилии: Алисхановы, Акбиевы, Арапиевы, Арапхановы, Арчхоевы, Беслановы, Болхоевы, Дзауровы, Долаковы, Идиговы, Илезовы, Ильзовы, Исламовы, Килиматовы, Кокурхоевы, Мажирговы, Мархиевы, Мухиевы, Орцхановы, Пидиевы, Халмурзиевы, Цунтоевы, Чариевы, Чертоевы, Чопановы, Шаулиевы, Шадиевы.

## Гидроним
Недалеко от с. Кей Цоринского общества существует горная вьючная тропа, расположенная при небольшой речке называемой «Кукурхой-хи».